# راکی جانسون
راکی جانسون (انگلیسی: Rocky Johnson؛ زاده واید داگلاس بولز؛ ۲۴ اوت ۱۹۴۴) کشتی‌گیر حرفه ای کانادایی بود. در میان بسیاری از عناوین اتحادیه کشتی ملی، او اولین قهرمان سیاه وزن سنگین جورجیا و همچنین قهرمان تلویزیون NWA (2 بار) بود. او در سال ۱۹۸۳، به همراه تونی اطلس اولین قهرمان سیاه‌پوست تاریخ WWE شد. او پدر بازیگر و کشتی‌گیر سابق WWE دواین جانسون "The Rock" است. از او به عنوان یکی بهترین ستاره تاریخ کشتی کج یاد میشود.

## مرگ
جانسون در ۱۵ ژانویه ۲۰۲۰، در سن ۷۵ سالگی، بر اثر آمبولی ریه در خانه ای که پسرش برای او در لوتز فلوریدا خریداری کرده بود درگذشت. آمبولی ناشی از لخته خون ناشی از ترومبوز ورید عمقی در ساق پا بود.